# アララト山
アララト山（アララトさん、アルメニア語: Արարատ、ペルシア語: کوه آرارات）またはアール山（トルコ語: Ağrı Dağı、アゼルバイジャン語: Ağrı dağı、クルド語: Çiyayê Agirî/Чьйайе Агьри/چیایێئا گری）は、トルコ共和国の東端にある標高5,137mの山であり成層火山である。
主峰の東南にあたる標高3,896mの頂上を小アララト山（Küçük Ağrı Dağı、Փոքր Մասիս）と呼んでおり、それに対して標高5,137mの主峰は公式には大アララト山（Büyük Ağrı Dağı、Մեծ Մասիս、ビュクアール山）という。アルメニアとの国境から32km、イランとの国境から16kmである。

## 概要
『旧約聖書』「創世記」のノアの箱舟が大洪水の後、流れ着いたとされるアララト山をこの山に見たて、12世紀以降にヨーロッパ人により命名された。
現在のアララト山頂から見つかった古い時代の木の化石や、航空写真から見出だした方形の船の跡らしいものをノアの箱舟の痕跡だとし、ノアの箱舟伝説が実証されたと主張する人もいる。
アララト山は古くからアルメニア人の多く居住してきた地域（大アルメニア）の中心にあたり、アルメニア民族のシンボルとされる。オスマン帝国がこの地域を支配した時代まではアララト山の麓にはクルド人やトルコ人と入り混じりながらも数百万人のアルメニア人が暮らしてきたが、オスマン帝国末期、とくに第一次世界大戦中の強制移住によりトルコ領内からはほとんどアルメニア人はいなくなってしまった。このとき、相当の数のアルメニア人の人命が失われ、アルメニア人ジェノサイドとして国際的非難を浴びたが、トルコ政府はジェノサイドの事実を否認しており、長らく論争となっている（アルメニア人虐殺）。
初登頂は1829年、フリードリヒ・パルロットとハチャトゥル・アボヴャンのグループによる。
その後、1920年のセーヴル条約に基づき、旧ロシア帝国領側に住むアルメニア人がアララト山の麓まで領土に含めたアルメニア国家を独立させる運動に乗り出したが、旧オスマン帝国領側に獲得した領土はトルコ革命軍によって奪還されてしまい、ロシア側も赤軍の侵攻によってソビエト連邦に組み入れられた。これ以降、アララト山はトルコ領となるが、1991年のソ連解体によって独立したアルメニアはこのトルコとソ連によって引かれた国境を承認していない。アルメニア・ソビエト社会主義共和国時代においてもアルメニア人のシンボルであることは変わらず、国章にアララト山が用いられていた。現在の、独立後のアルメニアの国章についても盾の中央にアララト山をあしらっており、アルメニア人虐殺とあいまって、領土要求を警戒するトルコとの間で水面下の対立が続いている。
国際的な環境保護団体グリーンピースは、2007年6月現在、アララト山腹にノアの方舟の模型を建造中である。地球温暖化問題で、早急な対策が必要であるというメッセージを送るためという。

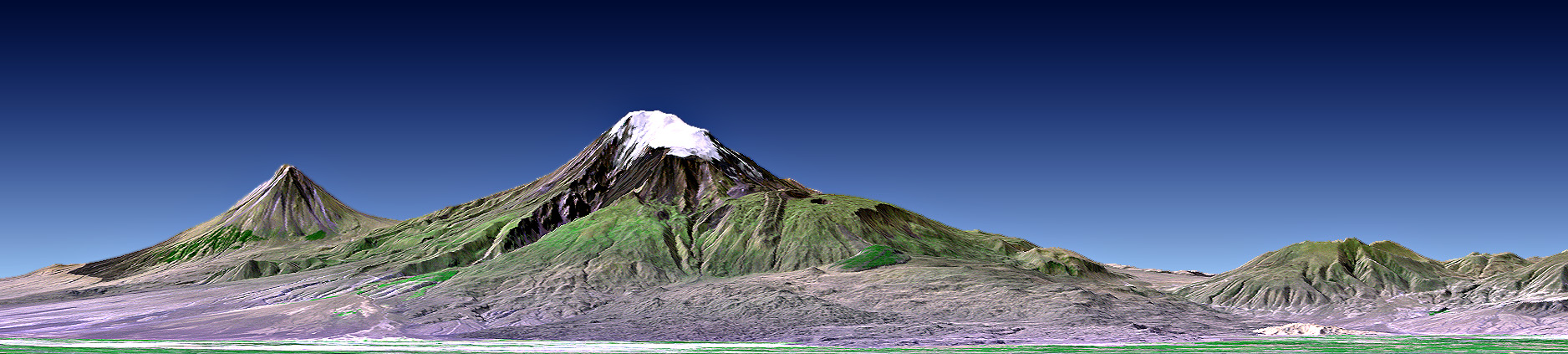
大アララト山（中央）と小アララト山（左） - NASAランドサットデータによる合成画像

アララト山の3D画像

## 地質
溶岩と砕屑流の岩質はデイサイトから玄武岩まで様々である。付近を通る横ずれ断層と、その結果生じた地質学でいう上のプルアパート堆積盆地に生じた火山活動が活発化し、少なくとも紀元前2500年前から幾度となく大噴火が生じたと推定されている。最新の活動は1840年で、大地震を伴い火砕流などにより最大1万人が犠牲になった。